# Arhysosage
Arhysosage es un género de abejas de la subfamilia Panurginae, familia Andrenidae. Se encuentran en Sudamérica.

## Especies
Contiene las siguientes especies, según BioLib:
- Arhysosage atrolunata Engel, 2000
- Arhysosage bifasciata (Friese, 1908)
- Arhysosage cactorum Moure, 1999
- Arhysosage flava Moure, 1958
- Arhysosage ochracea (Friese, 1908)
- Arhysosage zamicra Engel, 2000